# James McConnell
James William McConnell (Morpeth, Inglaterra, 3 de septiembre de 2004) es un futbolista británico que juega como mediocampista en el Liverpool de la Premier League de Inglaterra.

## Trayectoria
McConnell llegó al Liverpool procedente del Sunderland en la categoría sub-15. Para la temporada 2021-22, comenzó a jugar regularmente para el equipo sub-18, teniendo 16 años. Firmó un contrato profesional con el club poco después de cumplir 17 años. Esto se amplió en octubre de 2022, ya que acordó un contrato profesional a largo plazo con el Liverpool.
Fue incluido en el equipo del Liverpool para realizar una gira por Singapur en julio de 2023.Jürgen Klopp lo elogió por sus esfuerzos en Singapur,además de ser elogiado por exjugadores y periodistas. Fue incluido en la convocatoria del primer equipo por primera vez el 12 de agosto de 2023. Hizo su debut absoluto con el Liverpool en la victoria por 5-1 en la UEFA Europa League sobre el Toulouse en Anfield el 26 de octubre de 2023. Hizo su debut en la Premier League el 12 de noviembre de 2023, apareciendo como el suplente de Dominik Szoboszlai, en la victoria en por 3-0 sobre el Brentford.
McConnell hizo su aparición en el once titular con el Liverpool en el partido de la cuarta ronda de la FA Cup contra el Norwich City en Anfield el 28 de enero de 2024, haciendo una asistencia para el gol de Curtis Jones en una eventual victoria por 5-2.
Apareció desde la banca cuando el Liverpool ganó la final de la EFL Cup por 1-0 contra el Chelsea en el estadio de Wembley el 25 de febrero de 2024.

## Estilo de juego
Inicialmente un mediocampista ofensivo, McConnell adaptó su juego para jugar como mediocampista de contención bajo el mando de Jurgen Klopp y Pep Lijnders tras las salidas de Jordan Henderson y Fabinho del Liverpool en el verano del 2023.

## Estadísticas

### Clubes
Actualizado al último partido disputado el 28 de febrero de 2024.
| Club                       | Div.          | Temporada     | Liga  | Liga  | Liga   | Copas nacionales | Copas nacionales | Copas nacionales | Copas internacionales | Copas internacionales | Copas internacionales | Total | Total | Total  |
| Club                       | Div.          | Temporada     | Part. | Goles | Asist. | Part.            | Goles            | Asist.           | Part.                 | Goles                 | Asist.                | Part. | Goles | Asist. |
| -------------------------- | ------------- | ------------- | ----- | ----- | ------ | ---------------- | ---------------- | ---------------- | --------------------- | --------------------- | --------------------- | ----- | ----- | ------ |
| Liverpool F. C. Inglaterra | 1.ª           | 2023-24       | 3     | 0     | 0      | 3                | 0                | 1                | 2                     | 0                     | 0                     | 8     | 0     | 1      |
| Liverpool F. C. Inglaterra | Total club    | Total club    | 3     | 0     | 0      | 3                | 0                | 1                | 2                     | 0                     | 0                     | 8     | 0     | 1      |
| Total carrera              | Total carrera | Total carrera | 3     | 0     | 0      | 3                | 0                | 1                | 2                     | 0                     | 0                     | 8     | 0     | 1      |

## Palmarés

### Títulos nacionales
| Título          | Club            | País       | Año  |
| --------------- | --------------- | ---------- | ---- |
| Copa de la Liga | Liverpool F. C. | Inglaterra | 2024 |